# Еон Флакс (телесеріал, 1991)
«Еон Флакс» (англ. Æon Flux) — американський авангардний науково-фантастичний пригодницький анімаційний телевізійний серіал, який транслювався на MTV з 30 листопада 1991 року до 10 жовтня 1995 року. Створений американським аніматором Пітером Чангом.

## Сюжет
Дія серіалу відбувається в сюрреалістичному футуристичному всесвіті. Існує два міста, тоталітарна Бреґна та анархістська Моніка, що колись входили до єдиної держави, а тепер постійно між собою воюють. Еон Флакс — агентка Моніки, яку часто відправляють на розслідування чи диверсії проти Бреґни, яку очолює Тревор Ґудчайлд. Він заклятий ворог Еон і водночас обоє періодично проявляють взаємне кохання. У розпорядженні Моніки є багато клонів Еон Флакс, які регулярно гинуть при виконанні завдань, але їх замінюють і війна продовжується.

## Епізоди

### Перший сезон
Перший сезон в оригінальному показі тривав 6 двохвилинних епізодів, потім об'єднаних у один на DVD. Персонажі тут не розмовляють.
| 1 | 1 | «Пілот / Pilot» | Пітер Чанг | Пітер Чанг | 2 червня 1991  |
| 2 | 2 | «Пілот / Pilot» | Пітер Чанг | Пітер Чанг | Н/Д            |
| 3 | 3 | «Пілот / Pilot» | Пітер Чанг | Пітер Чанг | Н/Д            |
| 4 | 4 | «Пілот / Pilot» | Пітер Чанг | Пітер Чанг | Н/Д            |
| 5 | 5 | «Пілот / Pilot» | Пітер Чанг | Пітер Чанг | Н/Д            |
| 6 | 6 | «Пілот / Pilot» | Пітер Чанг | Пітер Чанг | 30 червня 1991 |
| Еон ловить муху своїми віями. Дія переходить до битви між солдатами Моніки та Бреґни. Еон вбиває десятки солдатів на шляху до чиновника Бреґни. Більшість ворогів виявляються заражені смертельною хворобою, що лишає на їхній шкірі зелені лінії. Коли сотні солдатів гинуть у каналізації, Тревор Ґудчайлд знаходить жука, що розносив хворобу, та ховає його всередині власного пальця. Потім він зустрічається зі своєю коханкою в будівлі, де спить ціль Еон. Тревор виготовляє з отрути жука протиотруту, яку спочатку застосовує на собі та коханці. Еон піднімається на дах і не помічає, як у підошві її черевика застрягає випадковий цвях. Коли вона готується застрелити свою ціль, то наступає на цвях, зривається з даху й розбивається на смерть. Моніканська влада дистанційно знищує її тіло та спалює її квартиру. Тревора в той час прославляють як рятівника Бреґни. У фінальній частині епізоду молодий хлопець купує в магазині еротичний журнал з зображенням Еон. Прикінцева сцена показує фут-фетишистські фантазії з Еон, зображені в журналі. |   |                 |            |            |                |

### Другий сезон
В епізодах другого сезону, як і першого, персонажі не розмовляють. Тривалість кожного 5 хв.
| № серії (загалом) | № серії (в сезоні) | Назва серії            | Режисер(и)                      | Сценарист(и) | Оригінальна дата показу |
| --- | ------------------ | ---------------------- | ------------------------------- | ------------ | ----------------------- |
| 7 | 1                  | «Гравітація / Gravity» | Пітер Чанг                      | Пітер Чанг   | 22 вересня 1992         |
| Еон перебуває в літаку, а Тревор — у потязі, що рухаються паралельно. Обоє цілуються через вікна. Тревор під час поцілунку відкриває язиком штучний зуб Еон і поміщає в нього згорнуте фото. Еон потім бачить вантажний автомобіль, що проїжджає повз. У літак з потяга переходить чоловік із валізою, зображений на фото, переданому Тревором. Еон у спробі проникнути в задню частину літака до своєї цілі зривається та падає. Вона збирається застрелитися, але знову помічає вантажний автомобіль і вирішує прослідкувати за ним крізь бінокль. Робітники з вантажівки тягнуть мотузки, щоб витягти щось із каньйону. Еон помічає міст над каньйоном і стріляє в нього тросом на гаку. У цей же час по мосту проїжджає потяг із Тревором, який цілує свою коханку. Робітники піднімають щось сяйливе, в цю мить трос обмотується навколо шиї Еон і ламає її. |                    |                        |                                 |              |                         |
| 8 | 2                  | «Дзеркало / Mirror»    | Пітер Чанг                      | Пітер Чанг   | 3 листопада 1992        |
| Еон повинна вбити чоловіка в його будинку. Вона проникає в будинок, але помічає, що за нею стежить камера безпеки. Еон виявляє кімнату, де зберігається запис із камери, та збирається знищувати його, але в останню мить вирішує переглянути відзнятий матеріал. Зображення погане через кабель, який хитає потік повітря з кондиціонера. Еон лізе полагодити з'єднання, зачіпає чашку з кавою і вона виливається на рукавицю Еон. Невдовзі на моніторі відтворюється відео, з якого виявляється, що до будинку раніше проник інший агент. Миючи руку під душем, Еон чує постріли, поспішає до цілі та знаходить її вбитою. Вбивця також стріляє в Еон. Поки вона лежить на підлозі та вмирає, на моніторі відтворюється нечітке зображення. Еон стріляє в ручку регулювання температури, вимикаючи кондиціонер. Кабель перестає тремтіти, на моніторі з'являється обличчя Тревора Ґудчайлда. |                    |                        |                                 |              |                         |
| 9 | 3                  | «Розкіш / Leisure»     | Пітер Чанг                      | Пітер Чанг   | 10 листопада 1992       |
| Еон заходить до своїх апартаментів і знаходить у холодильнику порожній контейнер для яєць. Потім вона виявляє в шафі Тревора в образі раба, який з'їв ці яйця. Еон вирушає на пошуки нових яєць, дорогою помічаючи як інша агентка не може успішно стрибнути крізь тренувальні перешкоди у вигляді сітки. Слідом Еон бездоганно проходить ті самі перешкоди. Пізніше вона дістається до пошкодженого космічного корабля в пустелі, де збирає яйця. Вона розбиває одне з яєць і, користуючись портативним мікроскопом, знаходить усередині зародок істоти. В результаті дослідження ембріон гине. На шляху назад Еон стикається з дорослою істотою, і погрожує розбити інше яйце, якщо істота нападе на неї. Вона тікає, а істота вмикає пристрій, що створює перешкоду з сітки. Еон легко долає її, але істота наздоганяє агентку і за кадром лунає хрускіт. |                    |                        |                                 |              |                         |
| 10 | 4                  | «Приплив / Tide»       | Пітер Чанг                      | Пітер Чанг   | 17 листопада 1992       |
| Еон та її одягнена у червоне супутниця виконують завдання на морській базі, несучи ключ. Їхня мета — перешкодити тросу з гаком досягнути майданчика на нижньому поверсі. Коли вони заходять у ліфт, на них нападає Тревор, якого Еон легко нокаутує. Проте Тревор встиг натиснути всі кнопки ліфта, який через те зупиняється на кожному поверсі. Щоразу, коли це відбувається, Еон вибігає з ліфта, відстрілюється від солдата-переслідувача, перевіряє чи підходить ключ до шафки та стріляє в трос. Щоразу, коли вона виходить з ліфта, Тревор та її супутниця цілуються. Оскільки в Еон закінчуються кулі, вона та напарниця міняються кулеметами. Еон підозрює про невірність своєї напарниці та зненацька повертається. Напарниця стріляє в Еон, але куль уже нема. Тоді вона штовхає Еон і її голова розбивається об сидіння. Напарниця виходить з ліфта, знаходить у шафці дивний предмет у формі затички. Солдат тим часом застрелює Тревора та закріплює гак, який виймає іншу затичку. З отвору ллється вода, навколишні споруди тонуть, а солдат піднімається на тросі, лишивши агентку на маленькій бетонній платформі посеред моря. |                    |                        |                                 |              |                         |
| 11 | 5                  | «Війна / War»          | Дж. Ґаррет Шелдрю та Пітер Чанг | Пітер Чанг   | 24 листопада 1992       |
| Солдати Моніки, що є копіями Еон, борються проти солдатів Бреґни, що є копіями Тревора. Під час бою Еон знищує десятки ворогів, перш ніж її збиває з ніг солдат, який прикинувся мертвим. Еон бачить іншого моніканського агента, який підкрадається до солдата ззаду. Але ворог помічає агента та застрелює і його, і Еон. Потім він знищує наступну хвилю моніканських агентів, поки не стикається з агентом Ромео Свенгалі. Моніканський агент намагається застрелити Ромео, але той відбиває його кулю та заколює мечем. Ромео знаходить дівчинку, яку поки що замикає в кімнаті. Потім він проникає на дирижабль, де вбиває багатьох охоронців, поки його самого не вбиває агентка Бреґни. Агентка висаджується на моніканську базу, звільняючи звідти іншого агента. Переслідувані охоронцями, обоє біжать тунелем, не знаючи, що на їхньому шляху утворилася калюжа мастила. |                    |                        |                                 |              |                         |

### Третій сезон
Епізоди третього сезону довшої тривалості (30 хв.) і персонажі в них ведуть діалоги.
| № серії (загалом) | № серії (в сезоні) | Назва серії                                              | Режисер(и)                 | Сценарист(и)                                               | Оригінальна дата показу |
| --- | ------------------ | -------------------------------------------------------- | -------------------------- | ---------------------------------------------------------- | ----------------------- |
| 12 | 1                  | «Утопія чи дейтеротопія / Utopia or Deuteranopia?»       | Пітер Чанг                 | Джафет Ашер, Пітер Ґеффні, Марк Марс і Шарі Гудхарц        | 8 серпня 1995           |
| Тревор Ґудчайлд отримав владу у Бреґні після зникнення президента Клавіуса. Незабаром Тревор запроваджує тотальне стеження за всіма жителями міста. Агент Ґілдемер, вірний Клавіусу, підозрює, що за зникненням президента стоїть Тревор. І справді, Тревор тримає Клавіуса непритомним у таємній кімнаті, при цьому створивши всередині його тіла прихований простір, де він може тримати Еон. Щоб викрити Тревора, Еон об'єднується з Ґілдемером і знаходить шлях до Клавіуса під ліжком Тревора. Ґілдемер викрадає ключ від живота Клавіуса, оглядає простір всередині та протистоїть Тревору. Нарешті він звільняє президента, але вбиває його, коли усвідомлює, що Клавіус збожеволів. Потім він і Еон сваряться, і вона легко перемагає Ґілдемера. Журналісти й солдати оточують Ґілдемера, Еон і Тревора. Ґілдемер зізнається у вбивстві Клавіуса, але публічно засуджує Тревора та Еон, стверджуючи, що ключ є доказом їхньої провини. Еон, однак, демонструє, що ключ відмикає її власний пояс цнотливості. Кілька солдатів показують, що вони теж мають ідентичні ключі. В результаті звинуваченню Ґілдемера ніхто не вірить. Еон повертає свій ключ Тревору та тікає через прикордонний мур. |                    |                                                          |                            |                                                            |                         |
| 13 | 2                  | «Isthmus Crypticus»                                      | Говард Е. Бейкер           | Тодд Френч і Джафет Ашер                                   | 15 серпня 1995          |
| Тревор тримає в полоні двох гуманоїдних птахів під назвою сераф-трев. Час, проведений із самицею є його втіхою від того, що Тревор не отримав від здобутої влади бажаного. Тим часом дослідник Ілбрен потрапив під вплив самиці і для її звільнення зустрічається з Еон. Він пропонує їй самця в обмін на допомогу. Їхню зустріч перериває механічне щупальце, від якого Ілбрен відбивається роєм роботів-ос. Самець сераф-трева надійно утримується в ізольованій камері, страждаючи через розлуку зі своєю подругою. Еон планує звільнити їх як від Тревора, так і Ілбрена — і для цього наймає подругу Уну, щоб перекласти інструкцію, де вказано шлях до сераф-тревів. Уна таємно закохана в самця сераф-трева, який надіслав їй свою фотографію через кур'єрського голуба (принаймні, Уна висуває таку версію). Уна засинає і бачить уві сні сераф-трева, тому не перекладає інструкцію. Але Уна проводить Еон через мережу тунелів за допомоги голуба, поки не розуміє, що метою Еон є кімната самця. Тому Уна відправляє Еон хибним шляхом. Ілбрен зв'язує Тревора, а потім пробирається до самиці. Тревор виривається і знаходить Ілбрена з самицею, а Уна та Еон сперечаються в кімнаті самця. Еон пробиває отвір у стіні, що розділяє дві кімнати, і самиця кидається в обійми свого партнера, але одна з ос-роботів Ілбрена втікає і жалить її на смерть. Самець, хоч і засмучений, забирає Уну, і вони летять у екстатичних обіймах. Тревор вбиває Ілбрена і, оплакуючи смерть самиці сераф-трева, відпускає Еон. Коли Уна та самець сераф-трев летять крізь хмари, з пір'я виповзає кліщ і кусає Уну. |                    |                                                          |                            |                                                            |                         |
| 14 | 3                  | «Танатофобія / Thanatophobia»                            | Пітер Чанг                 | Марк Марс                                                  | 22 серпня 1995          |
| Двоє хлопчиків зображають бійку, а інший плескає, імітуючи звук сильних ударів. Потім він кидає камінчик на відкритий кордон між містами, щоб спровокувати постріли автоматичної турелі. Уряд тисне на Тревора Ґудчайлда, щоб він закрив кордон, звинувачуючи його в надмірній м'якості. Тоді Тревор, упевнений, що людей у Бреґні повинна утримувати лише ідеологія, таємно дозволяє Еон підірвати фабрику, де виготовляють деталі для стіни. Тим часом двоє жителів Бреґни, Онан і Сибіл, намагаються втекти в Моніку. Втеча майже вдається, але одна з турелей стріляє в спину Сибіл, пошкодивши один з її хребців. Відтоді вона мусить носити спеціальний корсет. Сибіл змушена працювати на фабриці, яку підірвала Еон, щоб оплатити своє лікування. Тревор цікавиться нею та відвідує під виглядом лікаря. Він маніпулює нервами Сибіл, щоб стимулювати оргазм. Еон потурає своїм сексуальним фетишам з Онаном, який сподівається, що Еон допоможе переправити Сибіл у Моніку. Зрештою Сибіл дізнається про це та сердито відмовляється від пропозиції Еон про допомогу, і розповідає Ґудчайлду про своє бажання покинути місто. Сибіл та Онан знову намагаються перетнути кордон, але Сибіл замикає Онана вдома, щоб втекти самій. Цього разу вона уникає турелей, але перш ніж зможе пройти крізь невеликий вхід до Моніки, спрацьовує нова система безпеки. Роботизовані маніпулятори відрізають Сибіл ноги, за чим безпорадно спостерігає Онан. Наприкінці хлопчики б'ються один з одним по-справжньому, а хлопець, що плескав, сидить поруч з ампутованими руками. |                    |                                                          |                            |                                                            |                         |
| 15 | 4                  | «Остання нагода для всього / A Last Time for Everything» | Пітер Чанг                 | Джафет Ашер, Пітер Ґеффні, Марк Марс і Пітер Чанг          | 29 серпня 1995          |
| Тревор вдосконалив метод копіювання людей і готує партію своїх копій. Бажаючи перешкодити цьому, Еон та її напарниця Скафандра, чиї ноги були замінені руками, перетинають кордон. Коли Еон поспішає до бази Тревора, Скафандру схоплюють і доставляють до Тревора, який бере зразок її біоматеріалу для клонування. Еон звільняє Скафандру і розпитує Тревора про етику та внутрішні цілі його операції. Еон зумисне дозволяє йому взяти свій зразок, натомість розбиває зразок Скафандри. Потім Тревор створює клона Еон. Виявляється, Еон дозволила створити свого клона, щоб помінятися місцями з ним і вбити Тревора. Але між оригінальною Еон і Тревором виникають взаємини. Копія на прохання справжньої Еон убиває Скафандру, підставивши її під вогонь автоматичних турелей. Тревор, не бажаючи смерті Еон, яку він покохав, наказує припинити вогонь по ній. Але клон все ще виконує початкове завдання. Обидві Еон тікають назад у Моніку. Справжня агентка вирішує повернути все до колишнього стану, тому дозволяє турелям застрелити себе. Тревор плаче над її тілом. |                    |                                                          |                            |                                                            |                         |
| 16 | 5                  | «Деміург / The Demiurge»                                 | Говард Е. Бейкер           | Стів Деджарнатт, Пітер Чанг, Джон Бранкато та Майкл Ферріс | 5 вересня 1995          |
| Моніканці захопили богоподібну істоту під назвою Деміург, і готуються запустити її в космос на ракеті, щоб позбутися її впливу на людей. Тревор сповнений рішучості зупинити їх, вірячи, що Деміург забезпечить людству мир. Після тривалої сутички проти солдатів Бреґни, ракету успішно запускають, але Деміург вселяє частинки себе в кота, птаха та моніканського агента на ім'я Зеніт Надир. Еон схоплює птаха в моніканському морзі. Кота ледь не вбиває коханка Надера, Селія, яка виконувала останнє прохання свого коханого, але не наважується завершити справу. Надира відправляють на базу в Бреґні, де він вагітніє. Еон вирушає до своїх апартаментів, схованих у руїнах, які підтримуються єдиним тросом. У телескоп вона бачить Надира. Селія, бажаючи викрасти птаха, проникає в апартаменти, де Еон ненавмисне убиває її. Далі Еон збирається вбити «дитину» Надира, переодягнувшись асистенткою Тревора, але запізнюється. З тіла Надира з'являється дитинча Деміурга. Оскільки сила Деміурга проявляється в навколишніх людей у вигляді надзвичайних позитивних і негативних емоцій, Еон і Тревор борються. Новий Деміург швидко росте, воскрешає Селію та переносить її в безпечне місце — житло Еон. Раптово трос відривається і будівля руйнується. Деміург імовірно лишається під уламками, але Тревор упевнений, що він все ще живий. Еон рятує Тревора від падіння, а він приземляє обох за допомогою портативного аеростата. Надир, відновлений до нормального життєвого стану силою Деміурга, возз'єднується з Селією. |                    |                                                          |                            |                                                            |                         |
| 17 | 6                  | «Повторне засвічення / Reraizure»                        | Howard E. Baker            | Джафет Ашер                                                | 12 вересня 1995         |
| Переодягнувшись охоронцем, Еон проникає у в'язницю, де Тревор зберігає компрометуючі фотографії, на яких вони займаються сексом. Тревор у обмін на фото хоче отримати тварин наргілів, які можуть стирати спогади. Під час втечі з в'язниці Еон стикається з ув'язненою на ім'я Мюріель, яку вона ненавмисне вбиває після того, як Мюріель сприйняла її за охоронця. Згодом Еон покидає в'язницю з моніканцем на ім'я Рорті. Дорогою Рорті пояснює, що був партнером Мюріель, і Еон розповідає йому про смерть Мюріель, але не зазначає про свою роль у цьому. Рорті розповідає Еон, що багато років тому вони з Мюріель стерли собі спогади. Не пам'ятаючи, ким вони були та якими були їхні життя, Рорті та Мюріель вирішили знищити всіх наргілів єдиним можливим способом — запустити їх усіх на сонце на спеціальній платформі, яку вони тримали високо над своїм домом. Еон і Рорті взаємно закохуються, і Еон погоджується взяти участь у його плані знищення наргілів. Еон доставляє останнього наргіла на платформу, але виявляє, що всі інші відсутні. Прилітає Тревор і сприймає Еон у скафандрі за Мюріель. Еон розуміє, що Мюріель зрадила Рорті, передаючи Тревору наргілів. Еон розкриває свою особу, Тревор тікає з наргілом. Тим часом Рорті знаходить компрометуючі фотографії. Після повернення Еон розповідає, що вона вбила Мюріель, яка ще раніше зрадила Рорті. Еон проникає до в'язниці вдруге, щоб знайти докази для Рорті та повернути наргілів, яких Тревор вкрав під час їхньої зустрічі. Тим часом Рорті піднімається на платформу і виявляє, що Еон казала правду. Він намагається запустити платформу, яка все ще прикріплена до землі тросом; зрештою платформа виходить з ладу. Еон успішно втікає з в'язниці, але її перехоплює Тревор, якого вона сприйняла за Рорті. Обоє б'ються вдруге, і Еон вдається втекти по тросу розбитої платформи. Опинившись удома в Рорті, вона віддає йому наргіла, але спустошеного Рорті це вже не хвилює. Роздратована його ставленням, вона йде, потім згадує про свою місію та повертається, щоб знищити фотографії. Вона виявляє Рорті у ванні, той стер собі спогади і не впізнає Еон. |                    |                                                          |                            |                                                            |                         |
| 18 | 7                  | «Хронофазія / Chronophasia»                              | Говард Е. Бейкер           | Дж. Ґаретт Шелдрю та Пітер Ґеффні                          | 19 вересня 1995         |
| Еон прокидається на кам'яній плиті. Потім з'ясовується, що Еон і Тревор пробиралися крізь джунглі на дослідницьку базу Бреґни. Там досліджували стародавній вірус, який спершу викликав благоговіння, але потім став причиною божевілля. Солдати загнали Еон в глухий кут біля бази, але її щось тягне донизу. Еон виявляє, що, хоча база проіснувала менше місяця, вона виглядає так, ніби вона була занедбаною протягом століть. Еон знаходить хлопчика, який проводить її через базу та зрештою показує їй колбу з вірусом. У печерах під базою також живе гігантське немовля з іклами, яке напевне було першим об'єктом тестування вірусу. Еон намагається відтворити події до того, як вона прокинулася, але лишається невідомим який з варіантів істинний. Далі вона розуміє, що опинилася у в'язниці. Еон зустрічає Тревора, який заявляє, що ніякого вірусу не було. Востаннє зустрівши хлопчика, Еон отримує від нього здатність втілюватися в різних епохах, але невідомо, чи було це насправді. |                    |                                                          |                            |                                                            |                         |
| 19 | 8                  | «Теорія етерного руху / Ether Drift Theory»              | Роберт Воллі та Пітер Чанг | Тодд Френч                                                 | 26 вересня 1995         |
| Еон та її напарниця Ліндзе проникають на підводному човні на секретну базу Бреґни. Там мутанти та синтетичні форми життя живуть у штучному середовищі, оточеному озером паралітичної рідини. Ліндзе та Еон мають намір врятувати хлопця Ліндзе, вченого на ім'я Баргелд, і знищити об'єкт. Невдовзі після їхнього прибуття базу відвідує Тревор і його чотирируке творіння, знищуючи підводний човен Еон. Але незабаром другого пасажира вбиває рій чутливих до металу ос. Баргелд розробив спосіб нейтралізувати паралітичну рідину, щоб визволити з бази піддослідних. Він заразив себе смертельними хворобами й не сподівається на втечу. Коли він зустрічає Ліндзе, то обурений її появою і каже, що Еон не можна довіряти. Еон мимоволі створює корозійну речовину, яка починає плавити стіни бази. Паралітична рідина проникає крізь численні пробоїни всередину. Баргелд намагається використати свій пристрій для нейтралізації рідини біля шлюза, але виявляє, що той не працює без ключа. Еон кидається назад, щоб знайти ключ. У Тревора є пристрій, який дозволить йому безпечно втекти, перетворивши тіло на рідину, але для цього потрібні дві людини одночасно. Він пропонує Ліндзе та Баргелду покинути базу першими, а сам він вирушить потім з Еон. Але Баргелд помирає раніше, ніж вони встигають це зробити. Тревор неохоче тікає з Ліндзе, лишивши Еон помирати. Агентка знаходить ключ, але потрапляє в пастку паралітичної рідини. База остаточно руйнується, а нейтралізатор з ключем пропливають повз нерухому Еон. |                    |                                                          |                            |                                                            |                         |
| 20 | 9                  | «Чистка / The Purge»                                     | Пітер Чанг                 | Ерік Сінґер                                                | 3 жовтня 1995           |
| Еон переслідує безжального злочинця Бамбару в потязі. Ігноруючи його жертв, Еон проходить вагон за вагоном, поки не потрапляє на будівельний майданчик. Бамбара вбиває будівельника, але його паралізує Тревор Ґудчайлд і імплантує злочинцеві через пупок тонкого робота Хранителя. Робот бере злочинця під контроль, змушує його стати дружелюбним і навіть пожертвувати незнайомому хлопчику свою руку для пересадки. Тревор сподівається вживити Хранителів у всіх громадян. Потім Еон зустрічається з жіночим підпіллям, яке таємно видаляє Хранителів Тревора та замінює їх власними. Від керівниці підпілля Еон отримує завдання видалити Хранителя з Бамбари, для чого зустрічається з перепрограмованою агенткою Бреґни, що працює на підпілля. План вдається до того моменту, поки Хранитель Бамбари не намагається імплантуватися в Еон. В результаті агентку схоплюють поплічники Тревора. Бомба, закладена в поїзді, в якому їхала керівниця підпілля, вибухає. Пізніше Еон прокидається на шоу, яким розпоряджаються двоє дівчат з імплантованими Хранителями, і Тревор у ролі ведучого. Тревор пропонує Еон здогадатися: це вона сама приймає рішення, чи нею керує Хранитель, для чого влаштовує декілька смертельних пасток. Саме тоді вривається Бамбара, намірений убити Тревора. Еон тягне важіль, який мав би убити Бамбару, але це лише показує, що ведучий насправді є роботом. Глядачі голосують за смерть Бамбари і той падає в яму. Еон покидає шоу, впевнена тепер, що сама приймає рішення. Але дорогою вона бачить Хранителя, який імітує її рухи з важелем. |                    |                                                          |                            |                                                            |                         |
| 21 | 10                 | «Зловісний кінець / End Sinister»                        | Howard E. Baker            | Джафет Ашер і Пітер Ґеффні                                 | 10 жовтня 1995          |
| Тревор розробив супутник під назвою Aldis B, який допоможе прискорити еволюцію людства, але тільки тих, кого Тревор вважає «сильними». Решту він уб'є. Еон, бажаючи перешкодити Тревору, викрадає та ховає пульт від супутника. Тікаючи від пошукових загонів, вона знаходить впалу капсулу з інопланетянином. Інопланетянин потрапляє в полон однієї з пошукових груп, але рятує перед цим Еон, коли викрадач кидає запалювальну бомбу. Тревор оглядає істоту й бачить ознаки контакту з випромінюванням Aldis B. Тревор розшукує корабель інопланетянина, але інопланетянин тікає і слідує за ним. Тревор і Еон зустрічаються на розбитому кораблі. Виявляється, випробування супутника вбило всіх на борту, залишивши лише одну особину. Еон і Тревор займаються сексом на кораблі, а інопланетянин спостерігає. Наступного дня прибулець знаходить Еон і пропонує їй одне зі своїх очей, але Еон відмовляється. Тоді Еон пропонує показати інопланетянину людське сексуальне задоволення. Інопланетянин, чи то наляканий, чи то обурений цією ідеєю, йде, і його схоплюють солдати Бреґни. Познайомившись ближче, інопланетянин і Тревор планують полетіти у шатлі до рідного світу прибульця. Еон викрадає інопланетянина, щоб покласти його в капсулу для анабіозу, та істота приголомшує Еон і кладе її замість себе. Еон прокидається через багато років і виявляє дивне місто, населене інопланетянами. Тревор живе в цьому місті, набувши здібностей до телепатії. Еон пригадує де сховала пульт від супутника та ініціює постріл по місту. Тревор повідомляє їй, що «інопланетяни» — це те, чим стало людство, і Еон щойно знищила їх. Тоді Еон нокаутує Тревора та кладе його в капсулу, потім повертається до міста й бачить, як уцілілі жителі покидають Землю. Еон повертається до Тревора і засинає разом з ним. Корабель, що відлітає, підбирає капсулу, і лунає голос Тревора: «Плодіться і розмножуйтеся». |                    |                                                          |                            |                                                            |                         |

## Сезони
| Сезон | Сезон   | Епізоди                     | Прем'єра        | Фінал             |
| ----- | ------- | --------------------------- | --------------- | ----------------- |
|       | 1/Пілот | 6 (об'єднані в один на DVD) | 2 червня 1991   | 30 червня 1991    |
|       | 2       | 5                           | 22 вересня 1992 | 24 листопада 1992 |
|       | 3       | 10                          | 8 серпня 1995   | 10 жовтня 1995    |

## Адаптації

### Кіно/телебачення
«Сінді Флакс: Щось не так?» (англ. Cindy Flux: Something Wrong?, 1996) — рекламне відео Pepsi з персонажами Малкольмом, який нагадує Тревора, і Сінді Флакс, яка нагадує Еон, яких спершу грають актори, а потім дія переходить в мальовану анімацію.
«Еон Флакс» (2005) — американський фільм з Шарліз Терон у головній ролі. Ніхто, пов'язаний з оригінальним серіалом, не брав участі у створенні фільму. Він містить деякі загальні концепції з анімаційного першоджерела.

### Комікси
«Еон Флакс: файл Геродота» (англ. Æon Flux: The Herodotus File, 1995) — збірка ілюстрацій та текстів, стилізованих під документи. Перевидана в 2005 році. В ній описуються додаткові деталі всесвіту Еон Флакс і передісторія про те, як зустрілися Еон і Тревор.
«Еон Флакс: видання у м'якій палітурці» (англ. Aeon Flux TPB, 2006) — комікс, виданий Dark Horse Comics, заснований на фільмі.

### Відеоігри
Æon Flux (2005) — відеогра, пригодницький бойовик, розроблений Terminal Reality й виданий Majesco Entertainment для Xbox і PlayStation 2. Переважно заснована на фільмі, з окремими елементами з серіалу.

## Сприйняття
Згідно з Сарою Сенчері з SyFy.com, всі історії в «Еон Флакс» закінчуються трагічно, але в основі серіалу лежить «мутована надія». Еон має сильну антифашистську моральність, що дозволяє глядачам вболівати за неї, навіть коли вона вчиняє жорстоко. Провідною темою серіалу є те, що свобода цінна сама по собі, незалежно від того, що за неї доведеться віддати.
Тодд Ґілкрайст у IGN, оцінюючи DVD-видання серіалу 2005 року, зробив висновок, що будучи захоплюючою розвагою, серіал значною мірою покладається на візуальну пишність, але виявляється дуже слабким у плані ідей. Він поступається в цьому «Матриці», з якою поділяє візуал.
Сайт CyberpunkReview.com повідомляє, що «Еон Флакс» є одним з найкреативніших серіалів, які виходили на телебаченні Сполучених Штатів. Це дорослий мультфільм в усіх сенсах, включно з яскравим насильством. На відміну від більшості кіберпанку, «Еон Флакс» не дотримується єдиної колірної схеми, кожен епізод має унікальну тему, яка диктує вибір кольорів. Деякі епізоди мають сюрреалістичний характер, тоді як інші — неонуар. Загальна мета завжди полягає в тому, щоб інноваційно створити надзвичайно напружену атмосферу, загорнуту в бентежне, серйозне шпигунське шоу найближчого майбутнього.